# Left Hand Path
Left Hand Path è il primo album della death metal band Entombed, pubblicato nel 1990 dalla Earache Records. Il titolo dell'album deriva dalla via della mano sinistra (left hand path in inglese) del satanismo.
Quest'album è tuttora considerato dai più il miglior lavoro della band, nonché un classico del death metal.

## Tracce
1. Left Hand Path – 6:41
2. Drowned – 4:04
3. Revel in Flesh – 3:45
4. When Life Has Ceased – 4:13
5. Supposed to Rot – 2:06
6. But Life Goes On – 3:02
7. Bitter Loss – 4:25
8. Morbid Devourment – 5:27
9. Abnormally Deceased – 3:01
10. The Truth Beyond – 3:28
11. Carnal Leftovers – 3:00
12. Premature Autopsy – 4:26

## Formazione
- Lars-Göran Petrov - voce
- Uffe Cederlund - chitarra e basso
- Alex Hellid - chitarra
- Nicke Andersson - batteria e basso

## Curiosità
In coda all'iniziale title-track dell'album è presente una reinterpretazione del tema principale della colonna sonora del film horror Phantasm del 1979.